# 모래자루

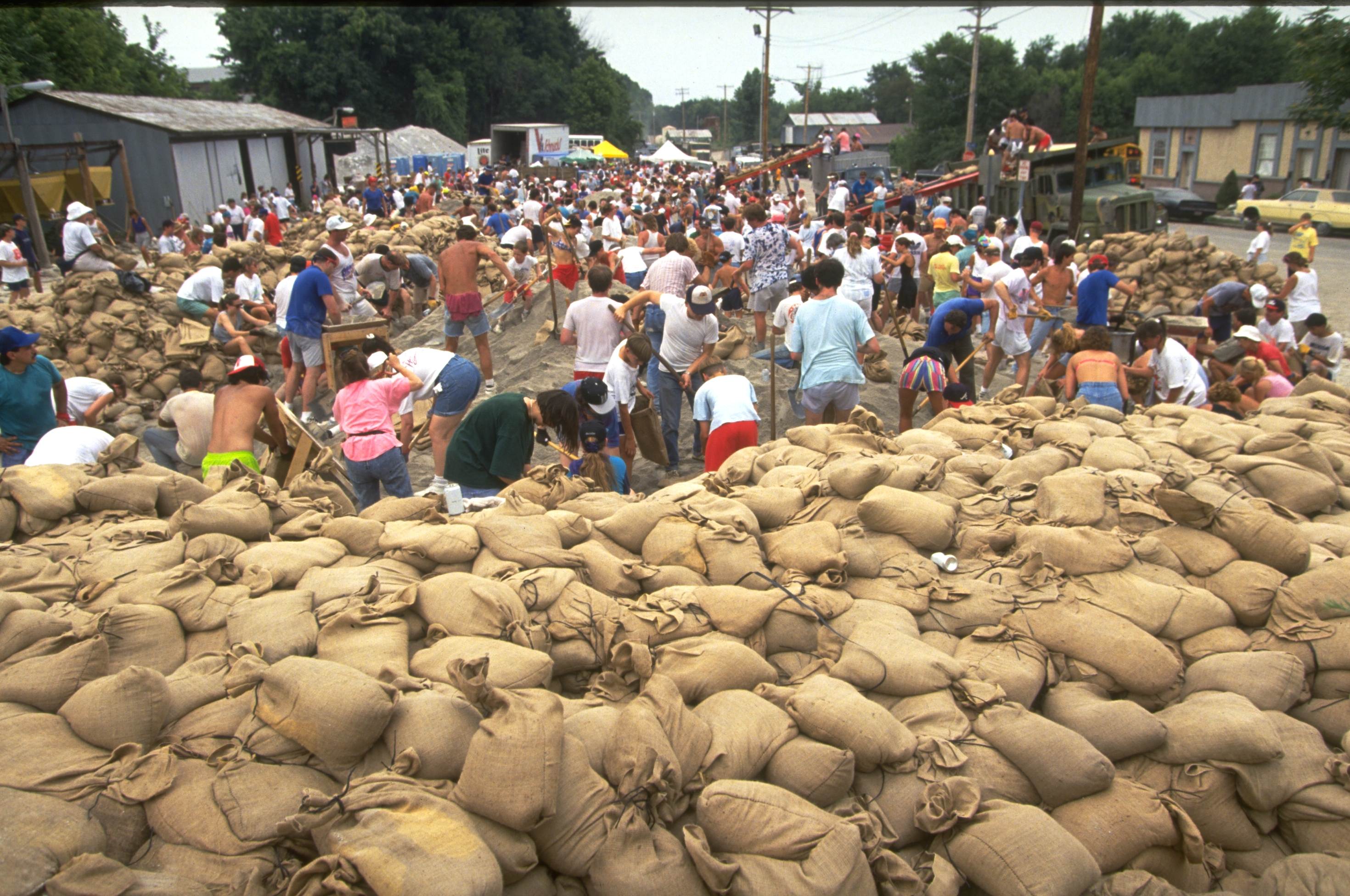

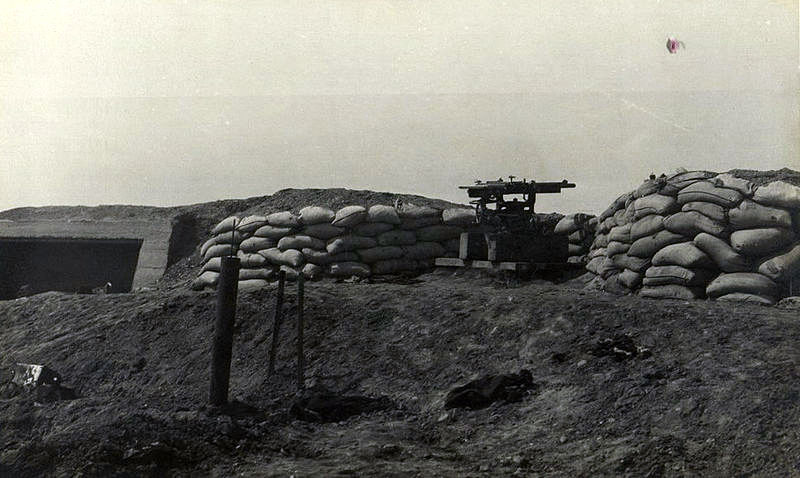

모래자루 또는 모래주머니 또는 더트백(dirtbag)은 헤센(삼베), 폴리프로필렌 또는 기타 견고한 재료로 만든 가방 또는 자루로, 모래나 흙으로 채워져 있으며 홍수 통제, 참호 및 벙커의 군사 방어시설, 전쟁 지역의 유리창 보호와 같은 목적, 그리고 밸러스트, 균형추 및 장갑 차량이나 탱크에 즉석에서 추가 보호 장치를 추가하는 등 이동식 요새화가 필요한 기타 응용 분야에 사용된다.
장점은 가방과 모래가 저렴하다는 것이다. 비어 있을 때 가방은 작고 가벼워서 보관과 운반이 쉽다. 빈 장소로 가져가서 현지 모래나 흙으로 채울 수 있다. 단점은 가방을 채우는 데 노동 집약적이라는 것이다. 적절한 훈련이 없으면 모래주머니 벽이 부적절하게 건설되어 홍수 조절 목적으로 사용될 때 예상보다 낮은 높이에서 벽이 파손될 수 있다. 일단 배치되면 태양과 요소에 의해 조기에 저하될 수 있다. 또한 홍수로 인한 하수로 인해 오염될 수 있어 홍수 물이 빠진 후 처리하기가 어렵다. 군사적 맥락에서 탱크나 장갑차에 모래주머니를 장착하여 즉석에서 장갑을 강화하는 것은 대포에 대해서는 효과적이지 않다(다만 일부 소형 화기에 대해서는 보호 기능을 제공할 수 있음).
모래주머니는 전통적으로 삽을 사용하여 수동으로 채웠다. 1990년대부터 기계 충진이 더욱 보편화되면서 작업을 더욱 빠르고 효율적으로 수행할 수 있게 되었다.